# Hartmut Haberland
Hartmut Haberland (født 3. februar 1948 i Hannover, Tyskland) er en tysk-dansk lingvist og professor emeritus ved Roskilde Universitet i Danmark.
I 1977 grundlagde han Journal of Pragmatics sammen med Jacob Mey. Han er medredaktør af Pragmatics and Society, og redaktør af Acta Linguistica Hafniensia.
I 2005 blev Haberland dansk statsborger.

## Forskning
Haberlands grundbog Soziologie + Linguistik. Die schlechte Aufhebung sozialer Ungleichheit durch Sprache fra 1973 blev anvendt i Europa og dermed hans første værk med udbredt anerkendelse.
Lanceringen af Journal of Pragmatics (med medredaktør Jacob L. Mey) var en reaktion mod de fremherskende Chomskyanske perspektiver indenfor lingvistik på det tidspunkt. Dette var et led i etableringen af en tværfaglig lingvistik. 
Haberland har derudover udført vigtigt arbejde inden for sprogkontakt og sprogdomæne. Især skabte han opmærksomhed på engelsks indflydelse på det danske sprog som et udtryk for magt og ideologi gennem begreber om hegemoni og globalisering.

## Karriere
Haberland studerede tysk, lingvistik og filosofi ved Freie Universität Berlin, TU Berlin og Universitetet i Stuttgart. Han dimitterede med en kandidatgrad fra Freie Universität Berlin i 1971. Efter at have undervist på Freie Universität Berlin fik han arbejde på Roskilde Universitet i 1974, først som lektor. I 2012 blev han professor i tysk sprog og globaliseringens sociolingvistik. Han gik på pension i 2018.
Han har været gæsteprofessor, -forsker eller sommerskoleunderviser i Athen (1993), Soka (Japan) (1995), Beijing (1996), Guangzhou (2006), Osaka (2009) og Hong Kong (2010).
I 2011 udkom et festskrift med bidrag baseret på et symposium afholdt ved hans 60 års fødselsdag i 2008.